# Mombuey (kommunhuvudort)
Mombuey är en kommunhuvudort i Spanien.   Den ligger i provinsen Provincia de Zamora och regionen Kastilien och Leon, i den nordvästra delen av landet, 280 km nordväst om huvudstaden Madrid. Mombuey ligger 891 meter över havet och antalet invånare är 415.
Terrängen runt Mombuey är platt. Runt Mombuey är det glesbefolkat, med 9 invånare per kvadratkilometer. Närmaste större samhälle är Villardeciervos, 9,7 km söder om Mombuey. 